# Бандзё Гинга
Бандзё Гинга (яп. 銀河万丈 Гинга Бандзё:, 12 ноября, 1948, префектура Яманаси) — японский сэйю. Настоящее имя — Такаси Танака (яп. 田中 崇 Танака Такаси).

## Позиции в Гран-при журнала Animage
- 1983 год — 17-е место в Гран-при журнала Animage, в номинации на лучшую мужскую роль[2];
- 1984 год — 18-е место в Гран-при журнала Animage, в номинации на лучшую мужскую роль[3]

## Роли в аниме
- 1975 год — Инопланетный робот Грендайзер (ТВ) (Научный директор Дзюрил);
- 1976 год — Инопланетный робот Грендайзер: Битва на закате (Научный директор Дзюрил);
- 1977 год — Wakusei Robo Danguard A (Допплер);
- 1978 год — История Перрин (ТВ) (Теодор);
- 1978 год — Галактический экспресс 999 (ТВ) (Подчинённый Графа);
- 1978 год — Captain Future (Яру);
- 1979 год — Киборг 009 (ТВ-2) (Джеронимо Джуниор / 005);
- 1979 год — Мобильный воин ГАНДАМ (Гирен Заби);
- 1979 год — SF Saiyuuki Starzinger II (Король);
- 1979 год — Галактический экспресс 999 — Фильм (Капитан Гвардии);
- 1980 год — Юная волшебница Лалабель (ТВ) (Бискас);
- 1980 год — Достичь Терры (фильм) (Папа);
- 1980 год — Космический воин Балдиос (ТВ) (Король Бард (отец Джеми));
- 1980 год — Юная волшебница Лалабель — Фильм (Бискас);
- 1981 год — Hello! Sandibelle! (Эдвард Лоренс);
- 1981 год — Wakakusa no Yon Shimai (Отец);
- 1981 год — Доктор Сламп (ТВ-1) (Кон Кимидори (отец Аканэ и Аой));
- 1981 год — Taiyou no Kiba Dougram (Чико Биенто);
- 1982 год — Sentou Mecha Xabungle (Тимп Шарон / Голос за кадром);
- 1982 год — Kikou Kantai Dairugger XV (Мак Чаккер);
- 1982 год — Тыквенное вино (ТВ) (Тэцуо Канэкодзи (Дэккин));
- 1982 год — Densetsu Kyojin Ideon/Hatsudou Hen (Дамидо Печи);
- 1982 год — Densetsu Kyojin Ideon/Sesshoku Hen (Дамидо Печи);
- 1982 год — Korokoro Poron (Посейдон)
- 1983 год — Soukou Kihei Votoms TV (Жан Поль Роччина);
- 1983 год — Nanako SOS (Доктор Исикава);
- 1983 год — Choujikuu Seiki Orguss (Джавьет);
- 1983 год — Document Taiyou no Kiba Dagram (Чико Биенто);
- 1983 год — Xabungle Graffiti (Тимп Шарон / Большой Толстяк);
- 1984 год — Juusenki L-Gaim (Маф Мактомин);
- 1984 год — Choujin Locke (Лейтенант Белл);
- 1984 год — Кулак Северной Звезды (ТВ-1) (Южанин);
- 1984 год — Человек-линза (ТВ) (ван Бускирк (Ван));
- 1984 год — Sei Juushi Bismarck (Затора);
- 1985 год — Маленькая принцесса Сара (Ральф Круи (отец Сары));
- 1985 год — Hai Step Jun (Охата-сэнсэй);
- 1985 год — Tatchi (ТВ) (Сёхэй Харада);
- 1985 год — Konpora Kid (Кёто);
- 1985 год — Soukou Kihei Votoms Vol.I (Жан Поль Роччина);
- 1985 год — Soukou Kihei Votoms Vol.II (Жан Поль Роччина);
- 1985 год — High School! Kimen-gumi (Хитома Рокудзё);
- 1985 год — Love Position - The Legend of Halley (Акира Анго);
- 1985 год — Грязная Парочка: Ноландское дело (Юругис);
- 1986 год — Поллианна (Пендельтон);
- 1986 год — Искатели приключений в космосе (Франкен);
- 1986 год — Драгонболл (ТВ) (Бора / Гиран);
- 1986 год — Кулак Северной Звезды — Фильм (1986) (Зет-панк);
- 1986 год — Арион (Голос за кадром);
- 1986 год — Geba Geba Shou Time! (Гэба Гэба);
- 1986 год — Transformers: Scramble City Hatsudouhen (Ультра Магнус);
- 1986 год — Tatchi (фильм первый) (Сёхэй Харада);
- 1986 год — Мегазона 23 OVA-2 (Эйгэн Мукё);
- 1986 год — Soukou Kihei Votoms: Big Battle (Жан Поль Роччина);
- 1986 год — Сага об Амоне (Экуна);
- 1986 год — Город любви (Ии);
- 1986 год — Поиск исходных данных (Норман);
- 1986 год — Приключения Боско (Фурбан);
- 1986 год — Рыцари Зодиака (ТВ) (Кассиос);
- 1986 год — Tatchi (фильм второй) (Сёхэй Харада);
- 1986 год — Delpower X Bakuhatsu Miracle Genki! (Мик Джаггер);
- 1987 год — Mugen Shinshi: Bouken Katsugeki Hen (Алукард);
- 1987 год — Кулак Северной Звезды (ТВ-2) (Будзори);
- 1987 год — Трансформеры: Властоголовы (Скорпонок / Мега Зарак);
- 1987 год — TWD Express Rolling Takeoff (Галео);
- 1987 год — Хрустальный треугольник (Высокопоставленный чин);
- 1987 год — Лабиринт сновидений (Зак Хью (Running Man));
- 1987 год — Mister Ajikko (Адзи Сёгун);
- 1987 год — 80 дней вокруг света с Вилли Фогом (Вилли Фог);
- 1987 год — Люпен III: Заговор клана Фума (фильм четвертый) (Дайсукэ Дзигэн);
- 1988 год — Sakigake!! Otoko Juku (Джей);
- 1988 год — Cho-on Senshi Borgman (Гилберт);
- 1988 год — Доминион: Танковая полиция (Скелтон (3-4 эпизоды));
- 1988 год — Драгонболл: Фильм третий (Бора);
- 1988 год — Легенда о героях Галактики OVA-1 (Де Вилье);
- 1988 год — Watt Poe to Bokura no Ohanashi (Тармо);
- 1988 год — Himitsu no Akko-chan 2 (Гагами Кэнъитиро);
- 1988 год — Demon City Shinjuku (Гэнъитиро Идзаёи);
- 1988 год — Плачущий убийца (Дон Карлеоне);
- 1989 год — Hengentai Mayakou Karura Mau! Nara Onryou Emaki (Хироэ Икэда);
- 1989 год — Ранма 1/2 (ТВ) (Отец Шампу);
- 1989 год — Гайвер OVA (Гастер);
- 1989 год — Jungle Book: Shounen Mowgli (Балу);
- 1990 год — Onna Senshi Efe & Jiira Guude no Monshou (Барон Селдион);
- 1990 год — Драгонболл Зет: Фильм третий (Амонд);
- 1990 год — Hengentai Mayakou Karura Mau! Sendai Kokeshi Enka (Нимэн Содзу);
- 1990 год — Драгонболл Зет: Спэшл первый (Торо);
- 1991 год — Majuu Senshi Luna Varga (Бато Робис);
- 1991 год — Kikyu Hasshin Saver Kids (Ниал);
- 1991 год — Hoshikuzu Paradise (Себастьян);
- 1991 год — 3x3 глаза (Стив Лонг);
- 1991 год — Драгон Квест (ТВ-2) (Крокодайн);
- 1992 год — Nekohiki no Oruorane (Оруоранэ);
- 1992 год — Разрушение континента (Гаттен Ракуму);
- 1993 год — Бронеотряд 1941 (Господин Кацберг);
- 1993 год — Роза пустыни: Снежный Апокалипсис (Подполковник Хейнекен);
- 1993 год — Люпен III: Опасный вояж (спецвыпуск 05) (Брэд);
- 1994 год — Soukou Kihei Votoms: Kakuyaku taru Itan (Жан Поль Роччина);
- 1994 год — Люпен III: Роковой дракон (спецвыпуск 06) (Гэнсай);
- 1994 год — Макросс Плюс OVA (Рэймонд Марли);
- 1995 год — Армитаж III (Юсуф);
- 1995 год — Уличный боец II (ТВ) (Сагат);
- 1995 год — Воины-марионетки Эр (Вилли);
- 1995 год — Легенда о Кристании — Фильм (Хавэн);
- 1995 год — Bakuretsu Hunters TV (Садж Торте);
- 1995 год — Макросс Плюс — Фильм (Рэймонд Марли);
- 1996 год — Мобильный воин ГАНДАМ: Восьмой взвод МС — OVA (Гирен Заби);
- 1996 год — Видение Эскафлона (ТВ) (Адельфос);
- 1996 год — Люпен III: Живым или мёртвым (фильм шестой) (Генерал Кубикари);
- 1996 год — Особые Рубаки (Лаган);
- 1996 год — Легенда о Кристании OVA (Хавэн);
- 1996 год — Ganso Bakuretsu Hunters (Голос за кадром);
- 1997 год — Master Mosquiton 99 (Фрэнки Ниггер);
- 1998 год — Ковбой Бибоп (ТВ) (Тонфу (эп. 20));
- 1998 год — Himitsu no Akko-chan 3 (Антонио Баба);
- 1998 год — Едок 98 (Сенатор Шариф);
- 1998 год — Tatchi (спецвыпуск первый) (Харада);
- 1999 год — Blue Gender (Дайс Квойд);
- 2000 год — Синдзо (ТВ) (Голос за кадром);
- 2001 год — Tatchi (спецвыпуск второй) (Харада);
- 2001 год — Нуар (Бреффорл);
- 2001 год — Hoshi no Kirby (Найтмар);
- 2001 год — Шесть ангелов (Гига);
- 2002 год — Нахальный ангел (Отец Мэгуми);
- 2003 год — Могучий Атом (ТВ-3) (Таваси);
- 2004 год — Юго - Переговорщик (Али (Pakistan Chapter));
- 2004 год — Великий Ямато №0 (Старпом Мор);
- 2004 год — Робот Геттер (ТВ-4) (Дзикокутэн);
- 2004 год — Onmyou Taisenki (Микадзути / Голос за кадром);
- 2004 год — Viewtiful Joe (Синий капитан);
- 2005 год — Небеса МАР (Баббо);
- 2005 год — Закон Уэки (Барон);
- 2005 год — Эврика 7: Псалмы Планет (ТВ) (Доктор Грэг Бер);
- 2005 год — Десять храбрых воинов Санады (ТВ) (Матабэй Мотоцугу Гото);
- 2005 год — Последняя фантазия 7: Дети пришествия (Рив);
- 2006 год — Пираты «Черной лагуны» (первый сезон) (Верроччио (эп. 3));
- 2006 год — Обан: звёздные гонки (Торос);
- 2006 год — Пираты «Черной лагуны» (второй сезон) (Верроччио);
- 2007 год — Deltora Quest (Владыка Теней);
- 2007 год — Новый Дораэмон 2007 (фильм второй) (Демаон);
- 2007 год — Sugar Bunnies (Дия Катрин);
- 2007 год — Война зверобогов: Хроники героев (Кэйро);
- 2007 год — Soukou Kihei Votoms Pailsen Files (Котта Рюске / Голос за кадром);
- 2008 год — Люпен III: Волшебная лампа — предвестник кошмара (спецвыпуск 20) (Полковник Гарлик);
- 2008 год — Куродзука (Курумадзо);
- 2009 год — Sora o Kakeru Shoujo (Нерваль);
- 2009 год — Soukou Kihei Votoms: Pailsen Files — Gekijouban (Котта Рюске / Голос за кадром);
- 2009 год — Final Fantasy VII: On the Way to a Smile - Episode: Denzel (Рив);
- 2009 год — Воскрешение Будды (Тосаку Арай);
- 2010 год — Mudazumo Naki Kaikaku: The Legend of Koizumi (Ху Цзиньтао)
- 2015 год — Невероятные приключения ДжоДжо: Stardust Crusaders (Даниэль · J · Дарби)